# Vilém Trčka z Lípy
Vilém Trčka z Lípy na Opočně a na Veliši (1532 – 22. října 1569, Jágry, Uhersko) byl český šlechtic z rodu Trčků z Lípy. Vlastnil opočenské a smiřické panství a zastával úřad hejtmana Hradeckého kraje.

## Život
Vilém Trčka byl syn Mikuláše Trčky z Lípy a na Veliši a Johany ze Šelmberka.
V roce 1544 získal za 1000 kop grošů od svého bratrance Jana mladšího Trčky z Lípy opočenské panství včetně zámku Opočno. V roce 1551 podnikl v rámci poselstva české šlechty cestu do Itálie. V Janově se seznámil s renesancí. V tomto stylu poté pokračoval na opočenském zámku v rozsáhlé přestavbě, kterou započal již jeho bratr Zdeněk. Opočno si Vilém poté zvolil za své hlavní sídlo.
V roce 1555 se na hradě Kost oženil s Barborou z Biberštejna. Manželství ale bylo bezdětné, a proto Vilém odkázal své manželce smiřické panství a zámky Opočno a Frymburk, včetně měst Dobruška a Třebechovice pod Orebem sestře Veronice, vdově po Karlu ze Žerotína. To po Vilémově smrti vedlo ke sporům o vlastnictví zámku Opočno mezi Trčky a Žerotíny (zámek dokonce na několik let přešel do vlastnictví Žerotínů, neboť Veronika zemřela dříve než Vilém a dědická práva přešla podle Vilémovy závěti na její mužské potomky). Spor se podařilo urovnat až sňatkem mezi Jaroslavem Trčkou z Lípy a Johankou ze Žerotína.
V 1562 byl povýšen jako první z rodu Trčků do panského stavu.
Zemřel 22. října 1569 ve věku 37 let. Pohřben byl v kostele Nejsvětější Trojice v Opočně, hrob zdobí tesaný náhrobek zpodobňujícího zemřelelého v bojové zbroji. Jeho smrtí vymřela tzv. vlašimská větev rodu Trčků z Lípy. Vilémova éra bývá ze stavebního hlediska považována za jednu z nejvýznamnějších v historii opočenského zámku.